# Comisión Mixta para el Estudio del Problema de las Drogas
La Comisión Mixta para el Estudio del Problema de las Drogas es una comisión de las Cortes Generales integrada por miembros del Senado y del Congreso de los Diputados. La comisión tiene como objetivo el seguimiento de las acciones que se desarrollan en materia de lucha contra el tráfico y el consumo de drogas, así como para la rehabilitación y reinserción social de las personas afectadas de drogadicción.

## Historia
Antes de la creación de la comisión mixta ya existían otras comisiones en cada cámara que se encargaban de este asunto. Así, en la II Legislatura se creó en el Senado una Comisión de Investigación sobre el problema de la droga cuyas conclusiones tuvieron gran influencia en la redacción del Plan Nacional de Lucha contra la Droga; y en la III Legislatura se creó en la Comisión de Sanidad y Seguridad Social del Senado una Ponencia encargada del estudio del mismo problema. Dicha Ponencia desarrolló una intensa actividad pero no pudo emitir Informe a consecuencia de la disolución anticipada de las Cámaras.
Ante esto, y a iniciativa del Grupo Popular, se creó en la IV Legislatura la comisión mixta, con carácter permanente, que ha sido creada en cada legislatura desde entonces.

## Presidentes
| Cargo      | Presidente                        | Partido político | Circunscripción        | Mandato   |
| ---------- | --------------------------------- | ---------------- | ---------------------- | --------- |
| Senador    | Alberto Pérez Ferré               | PSOE             | Alicante               | 1990-1993 |
| Diputado/a | Antonio Martinón Cejas            | PSOE             | Santa Cruz de Tenerife | 1993-1996 |
| Diputado/a | Juan Morano Masa                  | PP               | León                   | 1996-2004 |
| Diputado/a | Alfonso Perales Pizarro           | PSOE             | Cádiz                  | 2004-2006 |
| Diputado/a | Lucila Corral                     | PSOE             | Madrid                 | 2007-2008 |
| Senadora   | María del Carmen Granado Paniagua | PSOE             | Badajoz                | 2008-2011 |
| Diputado/a | Gaspar Llamazares                 | IU               | Asturias               | 2012-2015 |
| Diputado/a | Ascensión de las Heras            | IU               | Madrid                 | 2015      |
| Diputado/a | Carmen Quintanilla                | PP               | Ciudad Real            | 2016-2019 |
| Diputado/a | Francesc Xavier Eritja Ciuró      | ERC              | Lérida                 | 2020-2023 |

## Subcomisiones o ponencias

### Históricas
| Nombre | Presidente                               | Mandato                                          | Refs. |
| --- | ---------------------------------------- | ------------------------------------------------ | ----- |
| Ponencia encargada de elaborar un informe acerca de las líneas básicas para la formulación de un nuevo Plan Nacional de Drogas                                                   | -                                        | 14 de abril de 1998-18 de enero de 2000          | [ 2 ] |
| Ponencia para el estudio de los efectos nocivos de las drogas en la salud de los jóvenes y, muy especialmente, de sustancias como el cannabis, la cocaína y las drogas de diseño | Cristina Maestre (PSOE)                  | 3 de abril de 2006-22 de febrero de 2007         | [ 3 ] |
| Ponencia sobre Sistemas de Tratamiento y Atención en Drogodependencia. Claves para el Futuro                                                                                     | María del Carmen Granado Paniagua (PSOE) | 18 de diciembre de 2008-15 de septiembre de 2011 | [ 4 ] |
| Ponencia de estudio de las perspectivas de futuro en el abordaje de las actuales y nuevas adicciones legales e ilegales                                                          | Gaspar Llamazares (IU)                   | 18 de diciembre de 2008-15 de septiembre de 2011 | [ 5 ] |
| Ponencia de estudio Menores sin Alcohol | Carmen Quintanilla (PP)                  | 16 de noviembre de 2016-4 de marzo de 2019       | [ 5 ] |